# Guo Li
Guo Li (呙俐S; Nanchino, 11 maggio 1993) è una sincronetta cinese vincitrice di una medaglia d'argento nella gara a squadre alle Olimpiadi di Rio de Janeiro 2016.
Vanta inoltre un titolo mondiale vinto nel libero combinato ai campionati di Budapest 2017, a cui si aggiungono complessivamente altre nove medaglie d'argento mondiali.

## Palmarès
- Giochi olimpici

Rio de Janeiro 2016: argento nella gara a squadre.
Tokyo 2020: argento nella gara a squadre
- Mondiali

Shanghai 2011: argento nel libero combinato.
Kazan' 2015: argento nella gara a squadre (programma tecnico e libero) e nel libero combinato.
Budapest 2017: oro nel libero combinato, argento nella gara a squadre (programma tecnico e libero).
Gwangju 2019: argento nella gara a squadre (programma tecnico e libero) e nel libero combinato.
- Giochi asiatici

Incheon 2014: oro nella gara a squadre e nel libero combinato.
Giacarta 2018: oro nella gara a squadre.